# Urogymnus asperrimus
Raie Porc-Épic, Pastenague sans dard
Espèce
Statut de conservation UICN

 VU A2bd : Vulnérable
Répartition géographique
La raie porc-épic ou pastenague sans dard (Urogymnus asperrimus) est une espèce de raie tropicale de la famille des Dasyatidae.

## Description et caractéristiques
C'est une grosse raie qui peut atteindre des proportions spectaculaires (plus de 1,50 m de diamètre pour le corps seul). Son corps forme un disque presque parfait, aplati mais bombé au centre, prolongé par une queue courte mais épaisse, et la couleur de sa peau imite le sable (de gris à blanc cassé). Le ventre est blanc et traversé de part et d'autre par cinq fentes branchiales ; les ouïes (« spiracles ») sont situées derrière les yeux, bien visibles, et respirent puissamment (c'est souvent le meilleur moyen de repérer un individu bien camouflé dans le sable). Toute la surface dorsale de l'animal est couverte de petits piquants coniques durs et pointus, qui sont plus nombreux et plus longs autour de la queue. Cette queue armée est utilisée pour la défense et peut provoquer des dégâts non négligeables sur l'Homme si la raie est agressée, palliant ainsi l'absence d'aiguillon venimeux (ce qui fait de cette espèce une exception dans sa famille). 

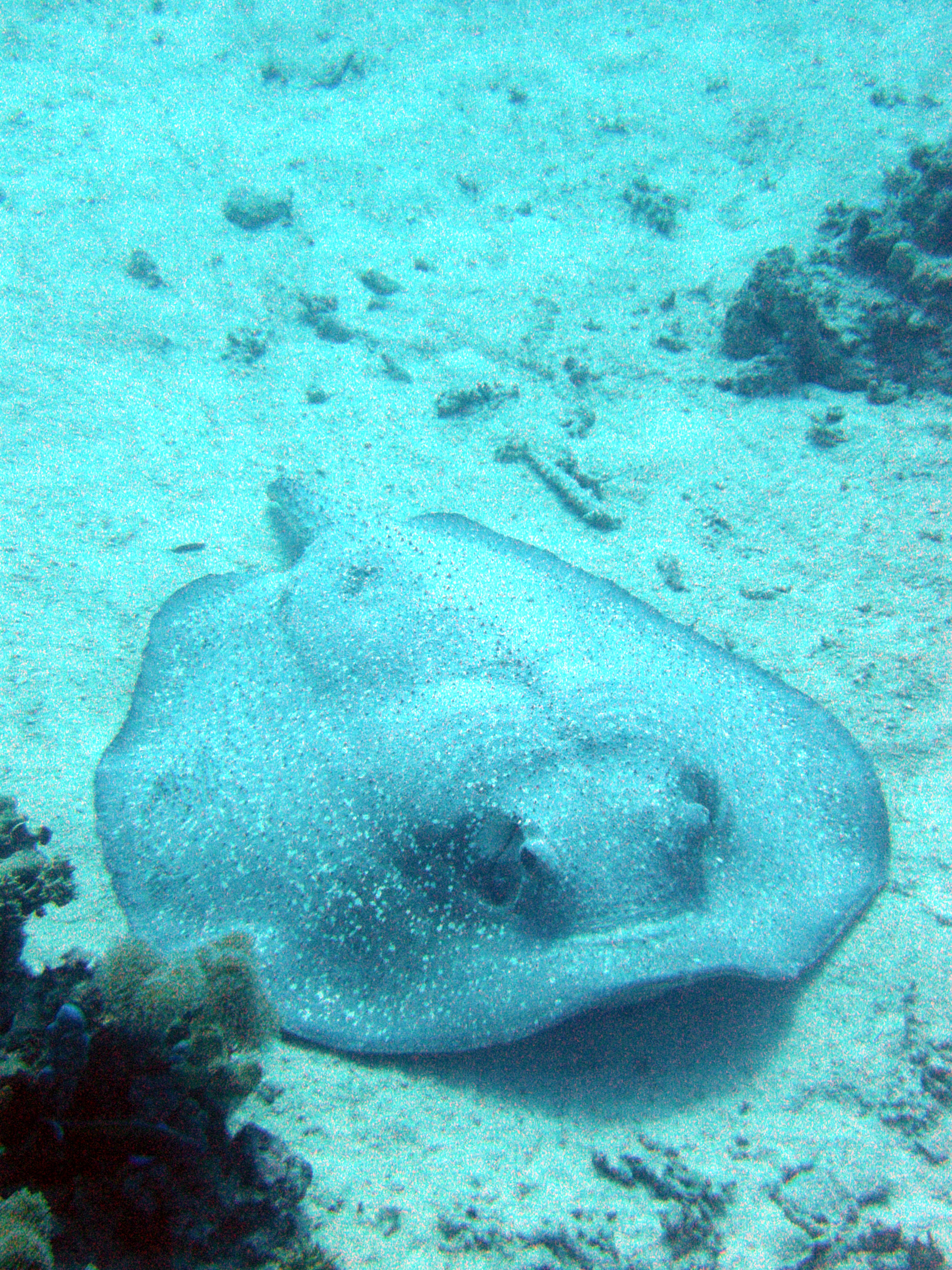
En Mer Rouge.
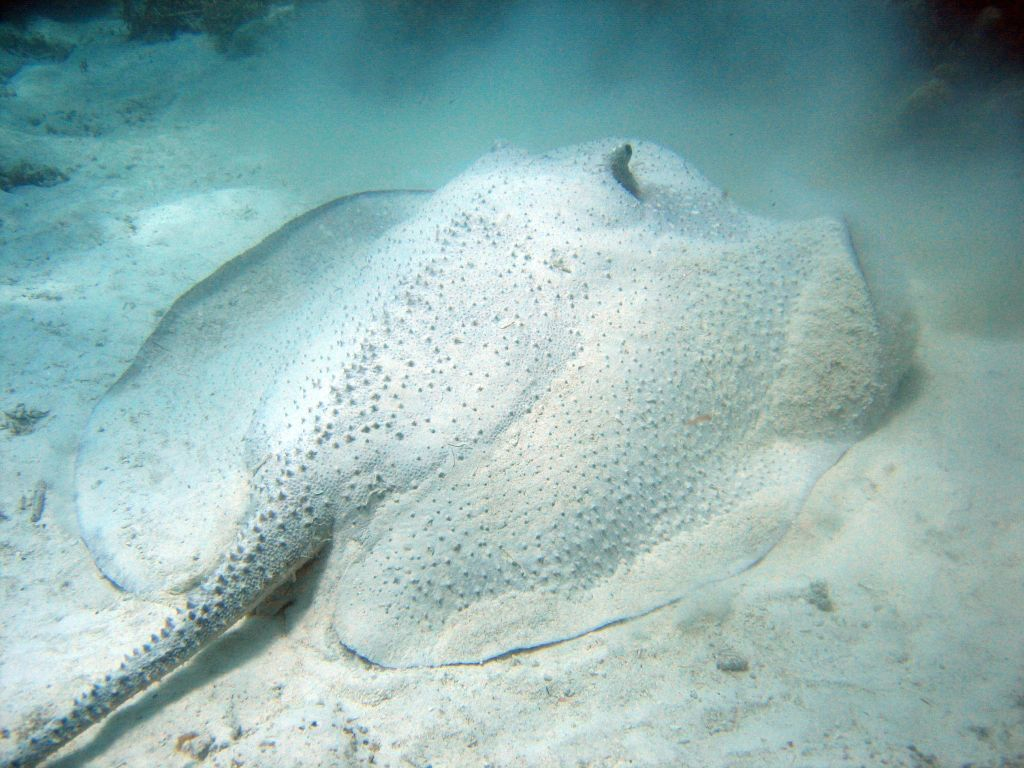
Aux Seychelles.
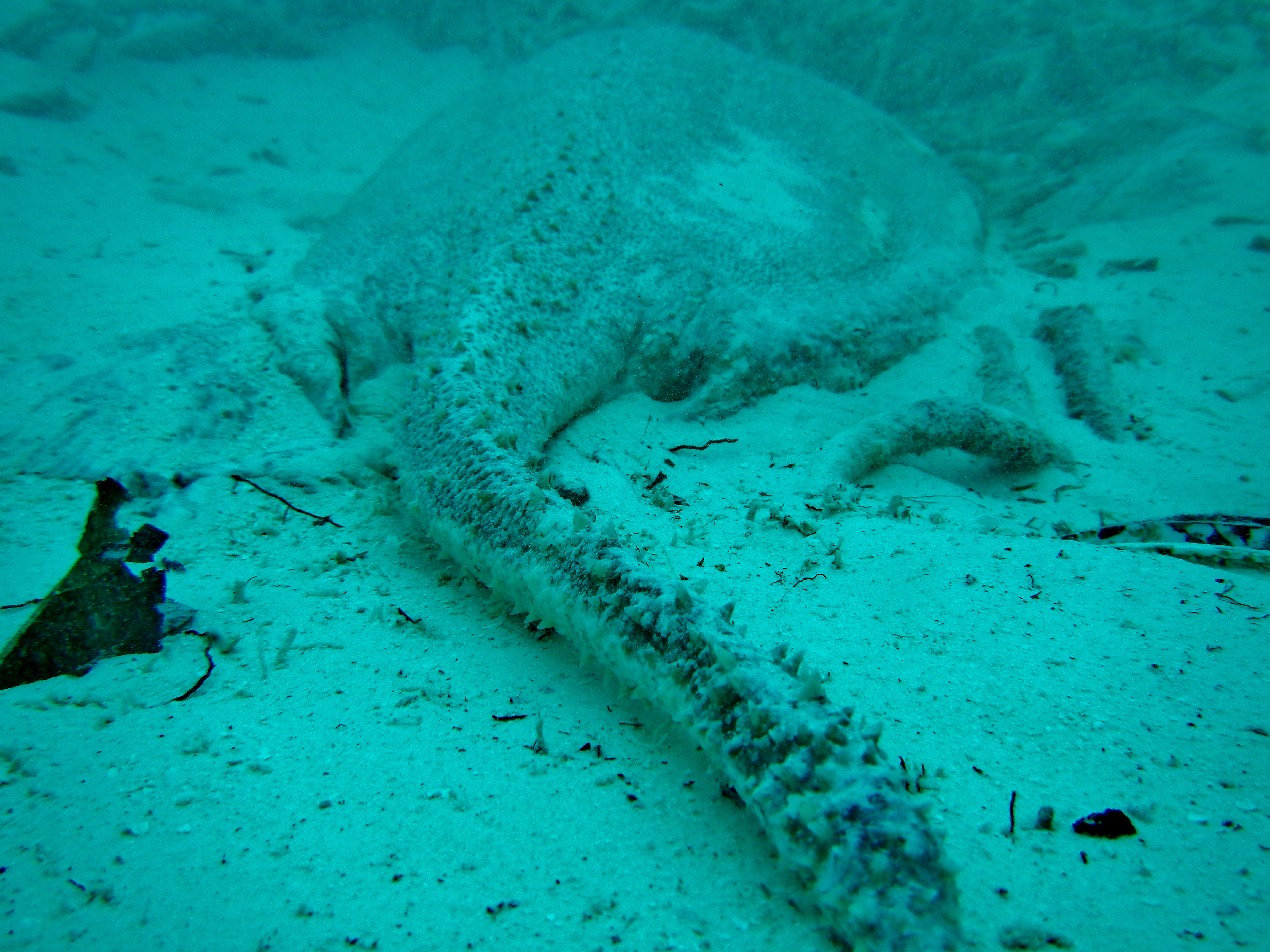
Gros plan sur la queue et ses piquants.

## Habitat et répartition
On trouve cette raie dans tout l'Indo-Pacifique tropical, mais une population existe aussi en Afrique de l'ouest (Maroc, Sénégal...), qui fut longtemps considérée comme une espèce à part. 
Cette raie se rencontre sur les fonds sableux ou vaseux entre la surface et 100 m de profondeur.